# Квеситадзе, Георгий Иванович
Георгий Иванович Квеситадзе (груз. გიორგი ივანეს ძე კვესიტაძე; род. 30 мая 1942, Тбилиси, Грузинская ССР, СССР) — советский и грузинский биохимик. Доктор биологических наук, профессор, академик Академии наук Грузинской ССР (1988; член-корреспондент с 1983). Президент Академии наук Грузии (2013—2023). Почётный гражданин Тбилиси (2016). Лауреат Государственной премии Грузии (2021).

## Биография
Родился 30 мая 1942 года в Тбилиси, Грузинской ССР.
С 1956 по 1961 год обучался на технологическом факультете Грузинского сельскохозяйственного института.
С 1965 по 1966 год работал на Ахметском дрожжевом заводе в должности начальника цеха. С 1966 по 1987 год на научной работе в НИИ биохимии растений АН Грузинской ССР в должностях — заведующего лабораторией, с 1983 по 1987 год — заместитель директора этого института, с 1987 по 2008 и с 2012 года — директор этого института. С 1984 по 1987 год на научной работе в Государственном комитете по науке и технике Совета Министров Грузинской ССР в должности заместителя председателя этого комитета. С 1992 по 1994 год — министр сельского хозяйства и продовольствия Грузии.
Одновременно с научной занимался и педагогической работой: с 1972 по 2010 год в Тбилисском государственном университете и одновременно с 1984 по 2008 год в Грузинском институте субтропического хозяйства в качестве профессора. С 1988 по 1996 год в Грузинском техническом университете в должности — заведующего кафедрой биотехнологии. С 2004 по 2013 год — академик-секретарь и заведующий по кафедре биологических наук АН Грузии.
С 2013 по 2023 год — президент Академии наук Грузии.

### Научно-педагогическая деятельность и вклад в науку
Основная научно-педагогическая деятельность Г. И. Квеситадзе была связана с вопросами в области биохимии, изучение микроорганизмов и их экстремофильных форм, создание и дальнейшая селекция стабильных ферментов. Г. И. Квеситадзе являлся: с 1982 по 2006 год — председателем специализированного диссертационного совета НИИ биохимии и биотехнологии имени С. Дурмишидзе, с 1999 по 2003 год — член Совета НАТО по науке и технике, член Совета Европейского союза по биоэтике, член Европейского биотехнологического, микробиологического и биохимического общества, с 2005 по 2006 год являлся членом Международной ассоциации окружающей среды и науки.
В 1969 году защитил кандидатскую диссертацию по теме: «Биосинтез α-амилазы в глубинной культуре Acpergillus oryzae», в 1980 году защитил докторскую диссертацию по теме: «Селекция продуцентов и характеристика амилолитических ферментов грибов рода Aspergillus», в 1984 году ему присвоено учёное звание профессор. В 1983 году был избран член-корреспондентом, в 1988 году действительным членом Академии наук Грузинской ССР. В 2019 году был избран академиком МААН.

## Основные труды
- Биосинтез α-амилазы в глубинной культуре Acpergillus oryzae. — Москва, 1969. — 122 с.
- Селекция продуцентов и характеристика амилолитических ферментов грибов рода Aspergillus. — Москва, 1980. — 286 с.
- Грибные и бактериальные амилазы / Г. И. Квеситадзе. — Тбилиси : Мецниереба, 1984. — 154 с.
- Ферменты микроорганизмов, живущих в экстремальных условиях : Доложено на 42-м ежегод. Бахов. чтении 17 марта 1986 г. / Г. И. Квеситадзе; АН СССР, Ин-т биохимии им. А. Н. Баха. — М. : Наука, 1990. — 51 с. ISBN 5-02-004059-2
- Введение в биотехнологию / Г. И. Квеситадзе, А. М. Безбородов; Рос. акад. наук. Ин-т биохимии им. А. Н. Баха. — М. : Наука, 2002. — 283 с. ISBN 5-02-002749-9
- Метаболизм антропогенных токсикантов в высших растениях / Г. И. Квеситадзе [и др.]; отв. ред. В. О. Попов ; Рос. акад. наук, Ин-т биохимии им. А. Н. Баха. — Москва : Наука, 2005. — 198 с. ISBN 5-02-033440-5
- Микробиологический синтез / А. М. Безбородов, Г. И. Квеситадзе. — 2-е изд. — Санкт-Петербург : Проспект науки, 2018. — 269 с. ISBN 978-5-903090-52-5[7]